# Tour de France à la voile 2016
Navigation
2015 2017
Le TFV 2016 est le 39e Tour de France à la voile, il se déroule du 8 au 31 juillet 2016.

## Equipages
En 2015, les 24 équipages qui concourent sont ainsi répartis :
- 20 français, 1 belge, 1 omanais, 1 suisse et 1 tahitien.
- 24 concourent pour le classement général[2] et 6 pour le classement amateur[3].

## Parcours et déroulement de la compétition
| \| Dunkerque Dieppe Roscoff Baden Roses (ESP) Gruissan Marseille Hyères Nice \| Localisation des villes étapes du TFV 2016. |
| Dunkerque Dieppe Roscoff Baden Roses (ESP) Gruissan Marseille Hyères Nice                                                   |

## Classement final
| Pos. | Team                                   | Skipper                  | Points |
| ---- | -------------------------------------- | ------------------------ | ------ |
| 1    | Team Lorina Limonade-Golfe du Morbihan | Quentin Delapierre       | 882    |
| 2    | Grandeur Nature Véranda                | Jean-Christophe Mourniac | 818    |
| 3    | Crédit Mutuel de Bretagne              | Nicolas Troussel         | 813    |
| 4    | Team Coved                             | Aurélien Ducroz          | 798    |
| 5    | Oman Airports by Oman Sail             | Stevie Morrison          | 780    |